# Panier tissé rwandais

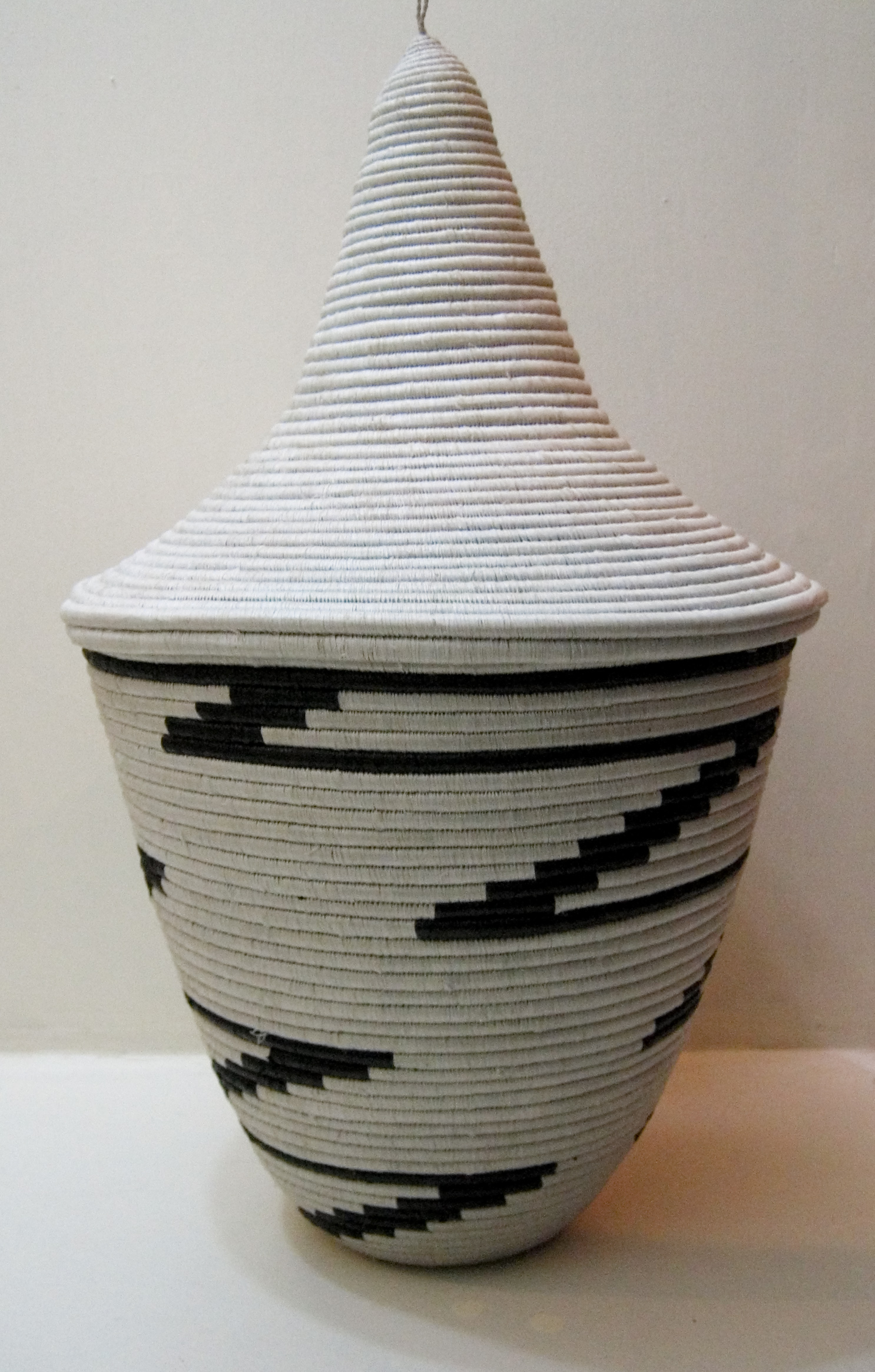
Panier

Le panier tissé rwandais (Ikinyarwanda : Agaseke) est un type de panier, tissé à la main à partir d'herbes indigènes naturelles, de roseaux et de fibres de sisal. Les paniers sont un symbole si puissant du nouveau départ du Rwanda qu'un panier de la paix Agaseke est inclus au centre des armoiries du pays et figure également sur le billet de 5000 francs du Rwanda.

## Description
Le mot  panier; Agaseke en Kinyarwanda est composé de deux mots : aga- qui indique la singularité et -seke qui indique l'objet lui-même. Agaseke au pluriel est uduseke. Une orthographe alternative de uduseke comme ubuseke est également courante,.
Agaseke est un type de panier tissé traditionnel rwandais. Il se caractérise par sa base circulaire plate, plus haute que large, avec un couvercle conique incliné. Il est traditionnellement fabriqué à partir de fibres naturelles indigènes dans des couleurs blanc cassé naturelles avec des motifs teints naturellement dans des couleurs comme le violet, le vert, le noir, le jaune et le rouge. De nombreux motifs peuvent être affichés sur les côtés de l'agaseke, chacun ayant sa propre signification.